# Stanisław Leśniewski
Stanisław Leśniewski (Szerpuhov, Oroszország, 1886. március 30. – Varsó, 1939. május 13.) lengyel matematikus, logikus és filozófus.

## Élete
Anyja Helena Palczewska, apja Izydor Leśniewski volt, aki mérnökként dolgozott a transzszibériai vasút építésén. Édesanyját korán elvesztette, apja újraházasodott. Középiskoláját Irkutszkban végezte a helyi gimnáziumban. Egyetemi tanulmányait 1904 és 1910 között Lipcsében, Zürichben, Heidelbergben és Szentpéterváron folytatta Hans Cornelius, Moritz Geiger és Alexander Pfänder tanítványaként.
1910-ben a Lwówi Egyetem doktori hallgatója lett, majd Kazimierz Twardowski és Franz Brentano hallgatója Ausztriában. 1912-ben doktorált és moszkvai lengyel iskolákban kezdett tanítani, azonban az 1917-es októberi orosz forradalom kitörésekor elhagyta Oroszországot. 1913-ban feleségül vette a mai Litvánia területéről származó Zofia Prewysz-Kwinto asszonyt, a házaspárnak nem született gyermeke. A Lengyelország függetlenségért folytatott, 1919 és 1921 között zajló lengyel–bolsevik háború idején kódfejtőként szolgált a lengyel hadsereg vezérkara mellett.
A Twardowski által alapított lwówi-varsói logikai iskola első nemzedékéhez tartozott. A világháborúk közötti években Alfred Tarski és Jan Łukasiewicz mellett tagja volt annak a trojkának, ami a Varsói Egyetemet a matematikai logika egyik legfontosabb kutatási központjává tette a világban. 1936-ban lett egyetemi tanár.
Merev gondolkozású és rendkívül szigorú ember volt a munkájában és az emberi kapcsolataiban. Jellemző adat, hogy miután egyik korai munkájának címét a nyomdász rosszul szedte („środku” helyett "środka"-t írt), ő haláláig ezt a rossz szöveget idézte, mondván, hogy idézeten nem szabad változtatni. Tanítványait és pályatársait túlzóan bírálta, ami miatt sokan féltek és elidegenedtek tőle. Hozzájárult mindehhez, hogy radikális politikai nézeteket vallott. Kezdetben szocialistaként, később Józef Piłsudski híveként. Egyes vélemények szerint 1930-tól antiszemita nézeteket vallott, ennek azonban ellentmond, hogy bár viszonya Tarskival, egyetlen PhD-tanítványával is megromlott, ennek ellenére kiállt mellette, hogy a lwówi egyetemi katedrát elnyerje. Mindazonáltal volt humorérzéke is. Sokszor elmondta, hogy az ő doktori iskolája azzal büszkélkedhet, hogy 100%-os a zsenik aránya (csak Tarski járt ide).
Erős dohányos volt. Gyors lefolyású rákbetegség következtében halt meg nem sokkal Lengyelország német és szovjet megszállása előtt. Feljegyzései és kiadásra váró hagyatéka az 1944-es varsói felkelés idején megsemmisült.

## Munkássága
Életművének legjelentősebb eleme három egymásra épülő elmélet kidolgozása volt. E három elmélet a mereológia (1914–1917), az ontológia (1919–1921) és a prothotetika (1923).
A mereológia a rész és az egész elmélete, így az osztályokat és az osztályok osztályait a rész és az egész viszonyaként fogja fel. Absztrakt entitások meglétét nem feltételezi. Az osztály elemek (individuumok) sokaságából áll, tulajdonságait az elemek tulajdonságai határozzák meg. Mivel az osztály és az elemeinek a tulajdonságai között nincs különbség, ezért a halmazelmélet paradoxonai nem jelentkeznek.
A prothotetika magában foglalja a klasszikus kijelentéskalkulus nagy részét. Funktorváltozóinak helyét a kijelentéskalkulus állandói vehetik át. A funktor logikai állandókat (ha... akkor, és, vagy) és matematikai műveleteket (+, –, x) jelölhet.
Az ontológia a prothotetikára épül, s magában foglalja a hagyományos logika modernizált változatát, a predikátumok logikájának részeit, az osztály- és relációkalkulust, valamint az identitáselméletet.
Összegyűjtött munkái 1992-ben jelentek meg angol nyelven. Írásait eredetileg német nyelven közölte, ami saját korában a matematika hivatalos nyelvének számított. Nehezen érthető stílusa és jelölési rendszere miatt művei a kortársakra csak kisebb hatást tudtak gyakorolni. Csupán egyetlen PhD-hallgatója volt, ettől függetlenül nagy hatása volt a Varsói Egyetemen tanuló lengyel logikusok és matematikusok egész generációjára. Gondolatait ma főképp tanítványainak írásaiból ismerjük.

## Fordítás
- Ez a szócikk részben vagy egészben a Stanisław Leśniewski című angol Wikipédia-szócikk ezen változatának fordításán alapul.  Az eredeti cikk szerkesztőit annak laptörténete sorolja fel. Ez a jelzés csupán a megfogalmazás eredetét és a szerzői jogokat jelzi, nem szolgál a cikkben szereplő információk forrásmegjelöléseként.